# Эмад, Митра
Митра Эмад (англ. Mitra C. Emad) — американский антрополог и заслуженный профессор-преподаватель Университета Миннесоты в Дулуте. Она известна своими работами о культурных конструкциях человеческого тела. Эмад является лауреатом Премии Ассоциации выпускников Университета Миннесоты имени Горация Т. Морса. Она также является признанным преподавателем соматики и йоги.

## Карьера
Эмад получила степень бакалавра в Университете Де Поля в 1987 году и степень магистра в Чикагском университете в 1989 году. Свою докторскую диссертацию по акупунктуре среди американцев она написала под руководством Евгении Джорджес в Университете Райса в 1998 году. Во время своей карьеры в Университете Миннесоты в Дулуте она вместе с Дэвидом Сайрингом (профессором антропологии университета) разработала совместную медиалабораторию.